# NGC 6557
NGC 6557 este o galaxie situată în constelația Octantul. A fost descoperită în 30 iunie 1835 de către John Herschel. Se află la o distanță de 50,12 de megaparseci de Pământ.